# Lee Williamson
Lee Trevor Williamson (født 7. juni 1982 i Derby, England) er en engelsk/jamaicansk tidligere fodboldspiller (midtbane). 
Williamson tilbragte hele sin karriere i engelsk fodbold, hvor han blandt andet spillede fem kampe i Premier League for Watford i sæsonen 2006-07. Samme sæson havde Watford købt ham for en pris på mere end 1 million pund hos Rotherham. Han spillede desuden ni kampe for Jamaicas landshold, som han debuterede for i en VM-kvalifikationskamp mod Nicaragua 8. september 2015.